# Шманьківська загальноосвітня школа
Шманьківська загальноосвітня школа I—II ступенів — навчальний заклад у селі Шманьківцях Заводської селищної громади Чортківського району Тернопільської области.

## Історія

Завершальний етап будівництва, нового двоповерхового корпусу школи у 1967 р.

Протягом певного часу в селі діяла тривіальна школа (зокрема, у 1871 році), учителем в якій працював Францішек Сломевський (пол. Francisze Słomewski).
Потім протягом певного часу діяла філіальна школа. Учителями в ній працювали: у 1875 році — Бенедикт Житкевич (пол. Benedykt Żytkiowicz), у 1880 — Микола Керницький (пол. Mikołaj Kiernicki).
За Австро-Угорщини діяла 2-класна школа, за Польщі 3-класна, з польською мовою навчання. У 1902 році на кошти мешканців села та заможного господаря Йосифа Геваніцького збудовано нове приміщення школи.
До 1939 року школа була із п’ятирічним навчанням; 1948 року відкрито семирічну школу; 1967 року введено в експлуатацію, новозбудований двоповерховий корпус.
У 2002 році школа відсвяткувала своє 100-річчя.
У 2021 році реорганізована у філію опорного навчального закладу «Заводська загальноосвітня школа I-III ступенів».

## Гуртки та секції

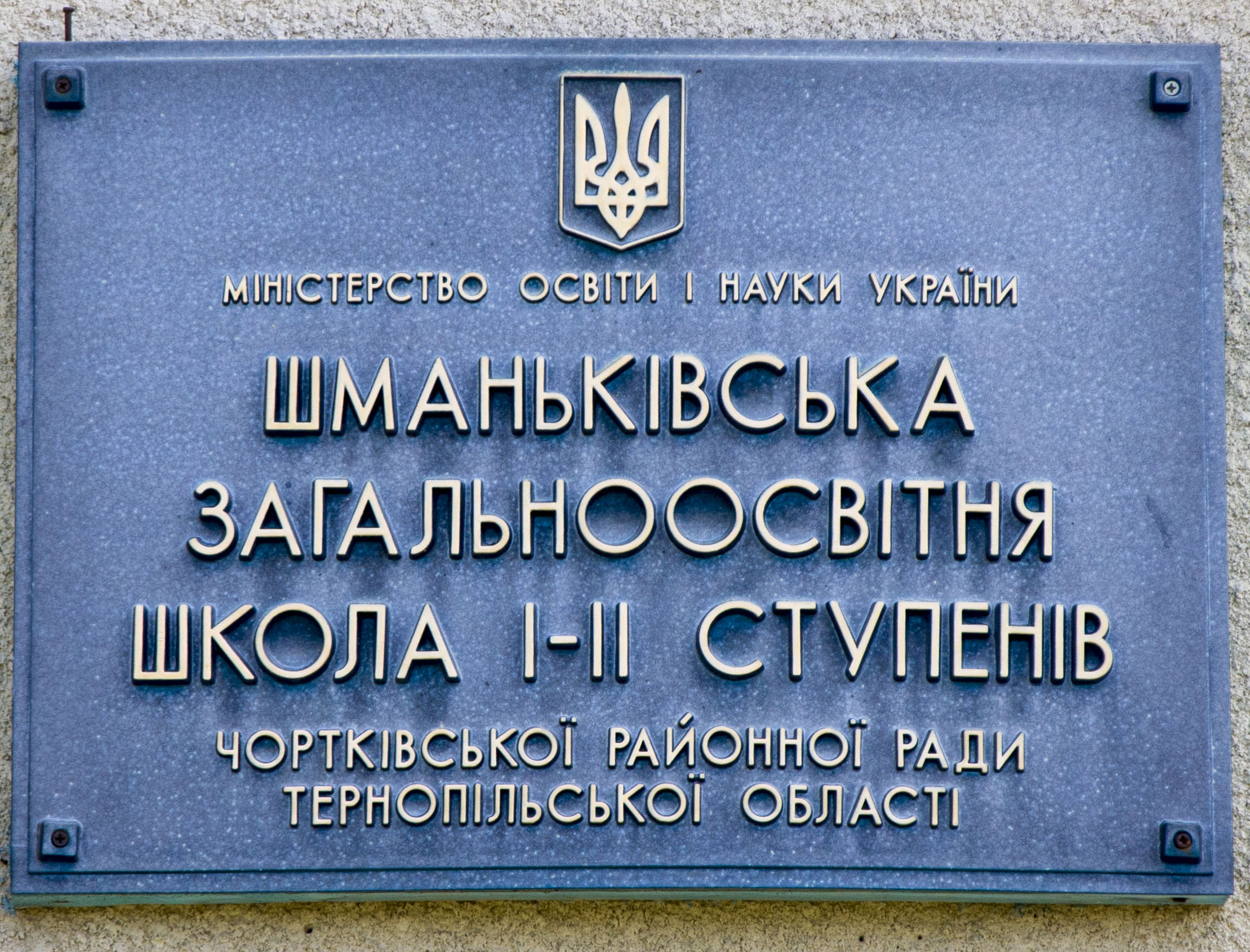
Вивіска

Для розвитку і вдосконалення учнів у школі діють гуртки та секції:
- Науково-технічний;
- Еколого-натуралістичний;
- Туристсько-краєзнавчий;
- Художньо-естетичний.

## Сучасність
У 6 класах школи навчається 57 учнів, у школі викладають англійську мову.
При школі діє товариство «Червона калина», засноване і назване в честь уродженця Шманьковець Степана Чарнецького — поета, автора слів пісні-гімну «Ой у лузі червона калина...». 
Школа знаходиться в зоні радіаційного забруднення. За рахунок Чорнобильського фонду здійснена газифікація села і школа в тому числі.

## Педагогічний колектив
Педагогічний колектив складається з 21 педагога.
Директори
- пан Френц (1902—1939),
- Зеновій Вітюк (1939—?),
- Марія Богдан (1948—1951),
- Антон Цибух (1951—1954),
- Василь Пастухов (1954—1958),
- Зіновій Байрак (1958—1988),
- Петро Захарчук (1988—2006),
- Богдана Гермак (2006—2021[8]).

Завідувачі
- Уляна Мандзюк (від 2021)[9].

## Гімн школи
Вчитель музики Мстислав Гуменюк, написав гімн про школу та музику до нього.

## Відомі випускники
- Ігор Качмар (нар. 1952) — український поет, громадський діяч;
- Прокіп Мостович (1867—1937) — український педагог, мовознавець, директор Коломийської української гімназії.